# 847
847 foi um ano comum do século IX, que teve início e fim a um sábado, no Calendário juliano. A sua letra dominical foi B.
| Ano completo                   |
| ------------------------------ |
| Ano comum com início ao sábado |

## Eventos
- 10 de Abril - É eleito o Papa Leão IV
- Rabano Mauro (780 — 4 de fevereiro de 856) é feito arcebispo de Mogúncia.

## Nascimentos
- Data indicada como mais provável para o nascimento de Alfredo de Inglaterra "o Grande" (que nasceu entre 847 e 849 e faleceu em 26 de outubro de 899).

## Mortes
- 27 de Janeiro - Papa Sérgio II, n. em 800, em Roma.
- Aluatique, califa abássida que reinou entre 842 a 847.